# Slovanski lingvistični atlas
Slovanski lingvistični slovar (rusko Общеславя́нский лингвисти́ческий а́тлас), poznan s kratico ОЛА, je mednarodni znanstveni projekt raziskovanja in jezikoslovnega kartografiranja fonetike, leksike in gramatike vseh  slovanskih jezikov.

## O atlasu
Atlas pokriva ozemlje vseh slovanskih držav. Mreža obsega približno 850 lokacij. Atlas je eden največjih mednarodnih znanstvenih projektov v zgodovini dialektologije in lingvistične geografije, tako po velikosti raziskovalnega ozemlja kakor tudi po številu slovanskih jezikov. Dialektni materiali za OLA so bili zbrani v osnovi med letoma 1965 in 1975. Prvič v zgodovini slovanskega jezikoslovja so bili vsi slovanski jeziki in dialekti zbrani po enotnem programu in raziskovani po enotni transkripciji na ogromnem teritoriju Evrope (V Rusiji je raziskovan samo evropski del države). 
Od 1965. leta izhaja tudi zbornik Slovanski lingvistični atlas. Materiali in raziskave (rusko Общеславянский лингвистический атлас. Материалы и исследования). Do leta 2011 je bilo izdanih 27 zvezkov člankov, kjer so zbrana vprašanja teorije in praktike kartografije Atlasa, raziskave slovanske dialektologije in lingvistične geografije. 
Objekt raziskave OLA je skupina slovanskih jezikov namesto posamezni jezik. Če nacionalni atlasi raziskujejo dialektne razlike v predelih danega jezika in imajo nacionalni doseg, potem OLA kartografira razlike v predelih vseh slovanskih jezikov in ima slovanski pomen. 
Do sedaj so pri atlasu sodelovali: Slovenska akademija znanosti in umetnosti, Hrvaška akademija znanosti in umetnosti, Srbska akademija znanosti in umetnosti, Makedonska akademija za znanost in umetnost, Bolgarska akademija znanosti, Nacionalna akademija znanosti Ukrajine, Nacionalna akademija znanosti Belorusije, Ruska akademija znanosti, Slovaška akademija znanosti, Akademija znanosti Češke republike, Poljska akademija znanosti, Črnogorska akademija znanosti in Serbski inštitut (Budyšin, Nemčija).